# Hakuba
Hakuba (jap. 白馬村, -mura; wörtlich: „weißes Pferd“) ist ein Dorf in der japanischen Präfektur Nagano im Landkreis Kitaazumi.
Hakuba ist ein weitgehend zersiedeltes Dorf zwischen den Skigebieten Happo One, Gooryu 47 und Iwatake. Es ist fast ausschließlich touristisch orientiert und von den Skianlagen abhängig.
Hakuba ist die Geburtsstätte des japanischen Skisports. Im Winter liegt der Schnee mehrere Meter hoch; die Wintersportsaison dauert bis in den April hinein. Hakuba wurde bekannt, als 1998 in Nagano die Olympischen Winterspiele stattfanden. Das Dorf veranstaltete damals unter anderem das Skispringen auf den Hakuba-Schanzen und die Wettkämpfe in den alpinen Disziplinen. Zudem ist Hakuba häufiger Station des Skisprung-Grand-Prix, zuletzt 2019.
Durch das Tal von Hakuba führt ein Teil der alten Straße, auf der früher Salz vom nördlichen Meer ins Landesinnere transportiert wurde.
Angrenzende Städte und Gemeinden:
- Kurobe
- Nagano
- Ōmachi

## Städtepartnerschaften
Hakuba besitzt folgende Städtepartnerschaften:
- Kawazu, Schwesterstadt seit Juli 1982
- Taiji, Schwesterstadt seit 31. Oktober 1984
- Oberwiesenthal, im Erzgebirge, Sachsen, Deutschland, Partnerstadt seit 18. August 2002
- Lech am Arlberg, Österreich, Partnerstadt seit 1995[2]

- Daneben besteht ein kultureller Austausch mit dem französischen Annecy.[1]

## Persönlichkeiten
Söhne und Töchter:
- Kentarō Miyawaki (* 1978), Snowboarder
- Noriko Fukushima (* 1979), Freestyle-Skierin
- Keita Umezaki (* 1981), Skispringer
- Nobu Naruse (* 1984), Skilangläufer
- Kaichi Naruse (* 1988), Skilangläufer
- Akito Watabe (* 1988), nordischer Kombinierer
- Ryō Tsunoda (* 1990), Biathlet und Skilangläufer
- Yoshito Watabe (* 1991), nordischer Kombinierer

## Weblinks

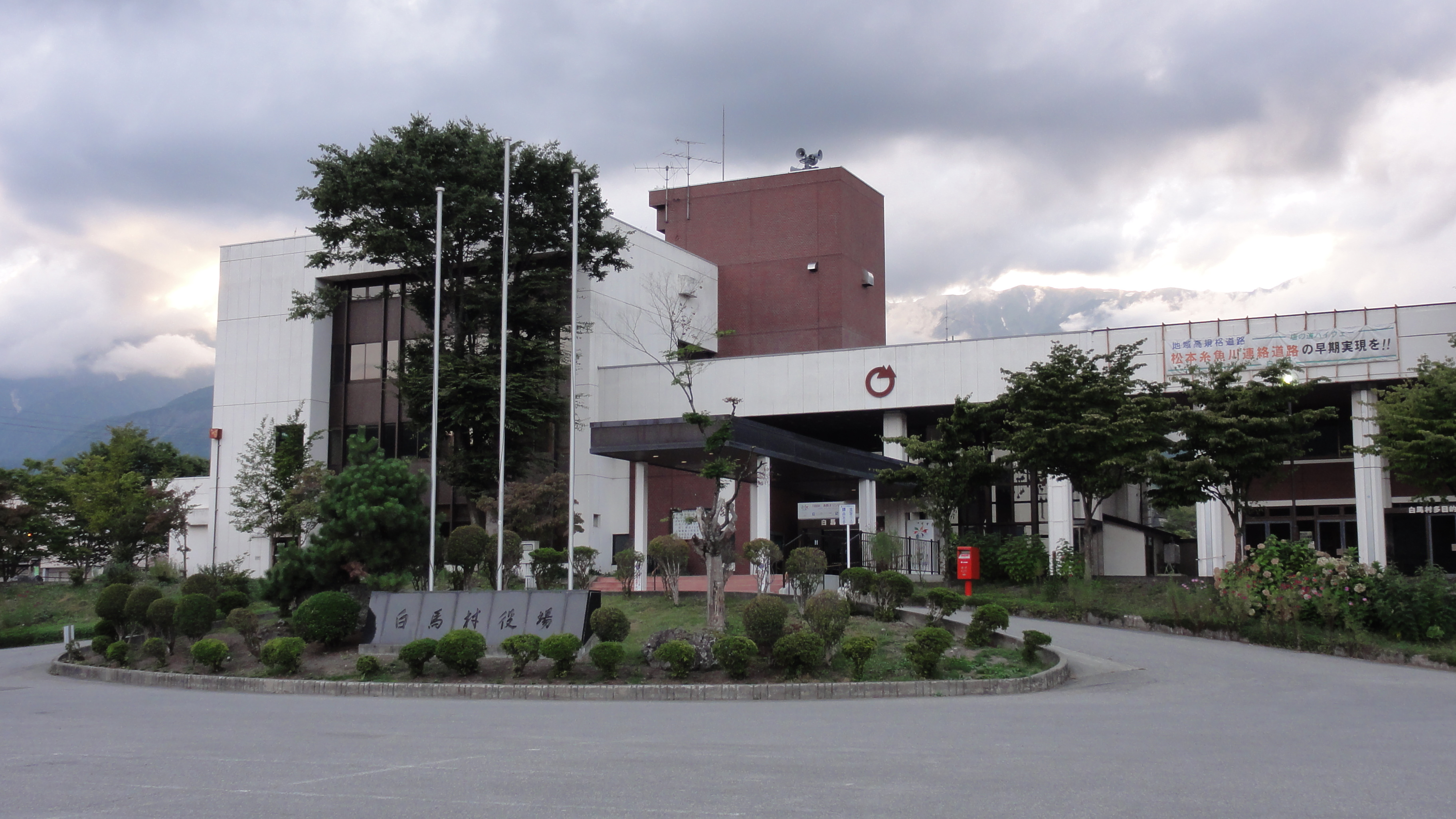
Rathaus